# Вознесенская церковь (Иваново)
Це́рковь Вознесе́ния Госпо́дня (Вознесе́нская це́рковь) — утраченный православный храм в городе Иваново. Был главным приходским храмом Вознесенского посада, который в 1871 году слился с селом Иваново, образовав город Иваново-Вознесенск. Храм был возведён в середине XIX века в русско-византийском стиле по проекту архитектора К. А. Тона. Закрыт советскими властями в 1928 году и снесён в 1930 году.

## История

### Основание и строительство
Возникновение храма связано с образованием в 1844 году Вознесенской слободы на окраине тогда ещё села Иванова (в районе бывшей деревни Иконниково). Церковь стала главным храмом Вознесенского посада, давшего часть названия будущему городу Иваново-Вознесенску. Инициаторами и основными жертвователями строительства выступили местные фабриканты И. А. Бабурин, П. А. Зубков и В. П. Дурденевский.
Проект церкви был заказан Константину Андреевичу Тону, автору Храма Христа Спасителя в Москве и основоположнику русско-византийского стиля в архитектуре. При создании своих проектов Тон нередко обращался к образцам соборов Московского Кремля XV—XVI веков.
Закладка храма на главной площади новой слободы состоялась 13 июня 1848 года. Строительство велось быстрыми темпами, и уже 13—14 ноября 1851 года состоялось освящение церкви. Основной престол был посвящён Вознесению Господню, а два придела — Сретению Господню и Всем Святым. Здание церкви было каменным.

### Дальнейшее развитие
В 1856—1857 годах на средства купца Ф. П. Зубкова рядом с храмом была возведена каменная шатровая колокольня с проездной аркой. Она была обращена к Вознесенской улице (ныне — улица Жиделева).
В 1870-е годы на пожертвования О. В. Коноваловой к колокольне с обеих сторон были добавлены пристройки, в которых разместилась богадельня. Весь комплекс был обнесён каменной оградой с башнями по углам.
К концу XIX века приход Вознесенской церкви был весьма значительным. По данным на 1898 год, он включал, помимо жителей города, деревни Никульское, Бухарово, Крапивново, Купалищи, Жуково, Притыки, Никулиху и Боголюбскую слободку. Общее число прихожан составляло 471 двор, 1675 мужчин и 1927 женщин. Причт состоял из трёх священников, диакона и трёх псаломщиков, годовой доход которых достигал 8000 рублей. Члены причта проживали в собственных домах на церковной земле. В церкви бережно хранились метрические книги (копии с 1781 года), исповедные росписи (с 1829 года) и опись церковного имущества.
В 1900 году храм был существенно расширен по проекту владимирского епархиального архитектора Н. Д. Корицкого. С западной стороны к основному зданию пристроили обширное помещение, увенчанное куполом. Новая часть была стилистически согласована с существующим зданием.
В 1912 году церковный староста Д. В. Макаров организовал устройство небольшой часовни в честь Иверской иконы Божией Матери. Она расположилась в северо-восточной башне церковной ограды.

### Закрытие и снос
После революции 1917 года Вознесенская церковь продолжала действовать ещё около десятилетия. Её закрытие было инициировано решением президиума губернского исполнительного комитета от 2 ноября 1928 года. Официальной причиной указывалось «участие возглавляющей <...> религиозную общину <...> группы лиц в контрреволюционном выступлении».
8 февраля 1929 года губисполком принял решение о переоборудовании здания церкви под центральную библиотеку. На эти цели были выделены средства. В ходе «переоборудования» были снесены главы храма и произведена внутренняя перепланировка помещений. Церковное имущество частично передали во Введенский храм, а частично уничтожили.
Однако планам по размещению библиотеки в здании бывшей церкви не суждено было сбыться. Уже в 1930 году здание было полностью снесено. На освободившемся месте построили фабрику-кухню «Нарпит». В настоящее время на месте, где стоял Вознесенский храм, находится дом № 43 по проспекту Ленина.
Единственными сохранившимися элементами храмового комплекса являются металлические решётки ограды. Ныне они установлены на улице Громобоя, возле одного из детских садов.

## Архитектура
Вознесенская церковь была ярким примером русско-византийского стиля, разработанного К. А. Тоном. Этот стиль сочетал элементы древнерусского зодчества с приёмами классицизма и ампира. Как и в других своих работах (например, Храме Христа Спасителя), Тон стремился создать образ национального русского храма, опираясь на наследие допетровской эпохи, но переосмысливая его в духе своего времени.
Первоначальное здание 1851 года представляло собой центрический храм, вероятно, с характерным для Тоновских проектов пятиглавием. Пристроенная позже шатровая колокольня с проездной аркой и последующее расширение 1900 года изменили первоначальный облик, создав более сложный архитектурный комплекс, вытянутый по оси запад-восток.